# Berberis verruculosa
Berberis verruculosa är en berberisväxtart som beskrevs av William Botting Hemsley och E. H. Wils.. Berberis verruculosa ingår i släktet berberisar, och familjen berberisväxter. Inga underarter finns listade i Catalogue of Life.

## Bildgalleri

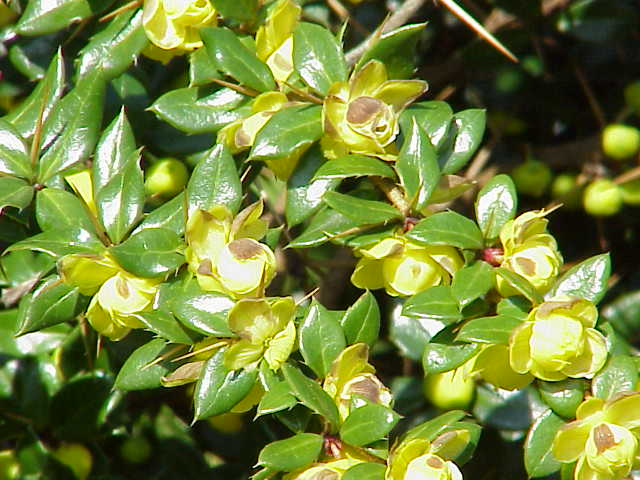
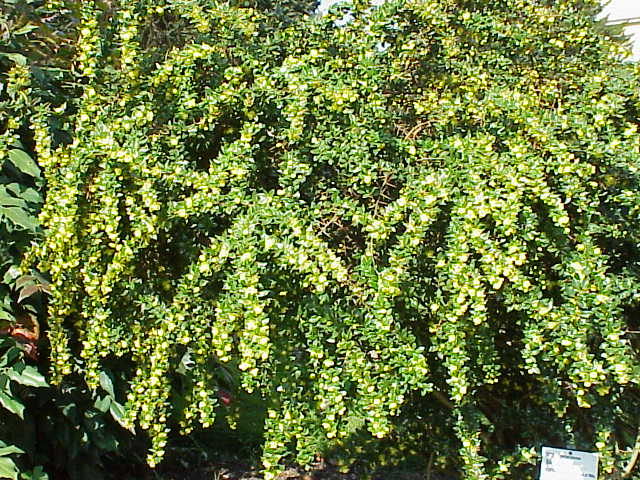
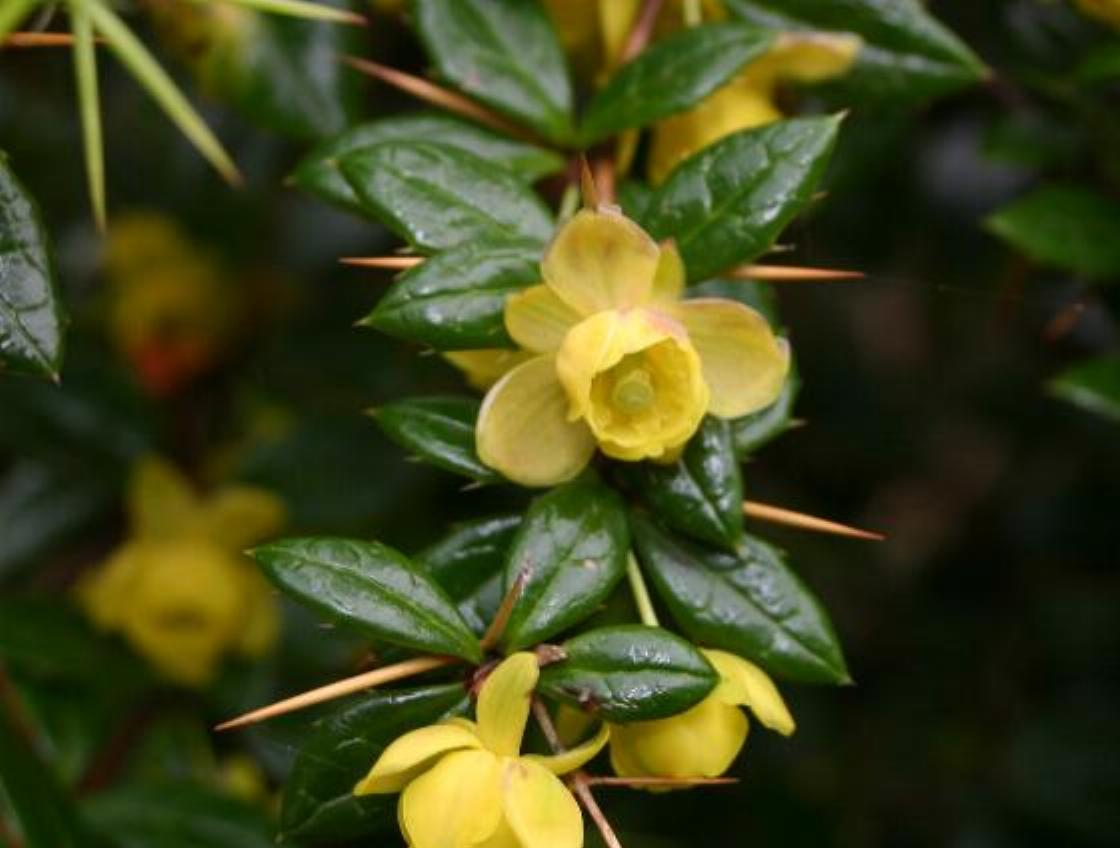